# Chalmette
Chalmette é uma Região censo-designada localizada no estado americano de Luisiana, na Paróquia de St. Bernard.

## Demografia
Segundo o censo americano de 2000, a sua população era de 32.069 habitantes.

## Geografia
De acordo com o United States Census Bureau tem uma área de
20,6 km², dos quais 19,0 km² cobertos por terra e 1,6 km² cobertos por água. Chalmette localiza-se a aproximadamente 0 m acima do nível do mar.

## Localidades na vizinhança
O diagrama seguinte representa as localidades num raio de 12 km ao redor de Chalmette.